# Безопасен секс
Безопасен секс е полово общуване, при което рисковете от полово предавани болести, нежелана бременност или нараняване на части от тялото са сведени до минимум.
При форми на безопасен секс без проникване като мастурбацията (самозадоволяване или взаимна) или петинга рисковете за партньорите в акта са занижени, ако няма контакт между телесните им течности (вагинален секрет, сперма, слюнка).
При вагинален или анален секс най-сигурен метод е използването на презерватив. Той дава 98% безопасност – както за полово предавани болести, така и за нежелана бременност.
Противозачатъчните таблетки помагат само за избягване на бременността, затова не се считат за предпоставка за безопасен секс. Същото важи за оралния секс без презерватив, изваждането на пениса преди еякулация и подобни.